# Mimozyganthus carinatus
Mimozyganthus carinatus là một loài thực vật có hoa trong họ Đậu. Loài này được (Griseb.) Burkart miêu tả khoa học đầu tiên.